# Erinnyis crameri
Erinnyis crameri är en fjärilsart som beskrevs av William Schaus 1898. Erinnyis crameri ingår i släktet Erinnyis och familjen svärmare. Inga underarter finns listade i Catalogue of Life.

## Bildgalleri

Erinnyis crameri ♂
Erinnyis crameri ♂  △